# Zenó de Solos
Zenó (en grec antic: Ζήνων, llatí: Zenon) fou un escultor grec nadiu de Solos de Cilícia.
El seu nom s'ha trobat a una inscripció a Lindos, com l'autor d'una de les estàtues de bronze dels ἱεραγεύσαντες (potser sacerdot o el que fa els sacrificis) d'Atena Líndia i Zeus Polieu, que hauria esculpit juntament amb Sosípatre de Solos.